# 잭 앵글린

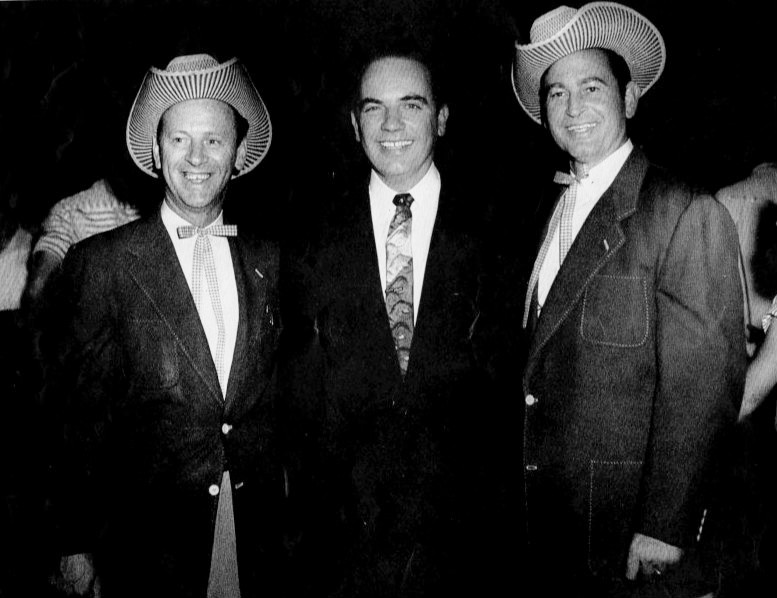

잭 앵글린(Jack Anglin, 1916년 5월 13일 ~ 1963년 3월 8일)은 미국의 컨트리 음악 가수, 작사가, 기타 연주자이다.

## 생애
그는 미국 테네시주 컬럼비아에서 출생하였고 그의 아버지는 농부였다.
1933년 1년 연하의 루이즈 웰스(Louise Wells)와 결혼하였으며 1936년 조니 라이트(Johnnie Wright)와 함께 컨트리 음악 보컬 듀오 "자니 앤 잭(Johnnie & Jack)"의 보컬리스트 겸 기타리스트로 가수 첫 데뷔하였고 이듬해 1937년 컨트리 음악 보컬 그룹 "앵글린 브라더스(The Anglin Brothers)"의 보컬리스트 겸 기타리스트로 활동하였으며 1938년 솔로 가수 데뷔하였다.
그는 부인 루이즈 웰스(Louise Wells)와 사이에서 슬하 3남 1녀를 두었다. 1963년 3월 8일, 미국 테네시주 매디슨으로 가던 중 내슈빌에서 교통 사고로 29세의 첫째아들 재키 앵글린(Jackie Anglin), 그리고 31세의 미국 컨트리 음악 가수 팻시 클라인(Patsy Cline)과 함께 사망하였으니 그의 나이 향년 47세였다.